# Robert Harley, I conte di Oxford e conte di Mortimer
Robert Harley, I conte di Oxford e Mortimer (Londra, 5 dicembre 1661 – Londra, 21 maggio 1724), è stato un nobile e politico britannico.

## Biografia
Harley, primo conte di Oxford e conte Mortimer, era il primogenito di sir Edward Harley (1624-1700), un latifondista di Herefordshire e nipote di Robert Harley (1579-1656) e della sua terza moglie, la scrittrice Brilliana Harley (circa 1600-1643).
Studiò a Shilton, vicino a Burford, nell'Oxfordshire, in una piccola scuola dove studiarono anche Simon Harcourt e Thomas Trevor.
Nel mese di maggio 1685 si sposò con Edith, figlia di Thomas Foley, di Witley Court, nel Worcestershire. Ma ella morì nel mese di novembre del 1691. La sua seconda moglie fu Sarah, figlia di Simon Middleton, di Edmonton, Londra.

## Vita politica
Fin da giovane, Harley, ha prestato particolare attenzione alla politica; studiò, quindi, i regolamenti e le procedure delle cerimonie della Camera dei Comuni.
Nella rivoluzione del 1688 nota come "Gloriosa rivoluzione", Robert Harley, al seguito di suo padre sir Edward, appoggiò la causa di Guglielmo III e con un reparto di cavalleria riuscì a occupare Worcester. In conseguenza di ciò Robert Harley fu eletto, nell'aprile del 1689, come rappresentante parlamentare di Tregony, una città sotto il controllo di Guglielmo III. Ne rimase il rappresentante in Parlamento, fino a quando fu scelto dal collegio elettorale di New Radnor, che continuò a rappresentare fino al 1711.
Dopo l'elezione generale del febbraio 1701 e fino allo scioglimento del Parlamento nel 1705, tenne l'ufficio di Speaker. Dal 18 maggio 1704 unì questo ufficio con quello di segretario di stato del dipartimento del nord, al posto del conte di Nottingham.
Harley era un professionista nella gestione dell'informazione come strumento politico, ad esempio seppe condizionare l'opera di Daniel Defoe che pur dichiarandosi indipendente scrisse in mondo accondiscendente verso Harley. Ciò funzionò e successivamente riuscì anche con Delarivier Manley e Jonathan Swift attuando una politica di denigrazione degli avversari politici Durante questo periodo non ebbe per questa ragione, dei significativi oppositori interni.
L'11 febbraio 1708 Harley rassegnò le proprie dimissioni da segretario di stato, a causa di uno scandalo dovuto alla diffusione di documenti segreti provenienti dal suo ufficio.
Altri eventi ancora fecero vacillare negli anni successivi la sua popolarità.
Tra l'11 agosto 1710 e il 4 giugno 1711 fu Cancelliere dello Scacchiere.
In seguito un evento delittuoso  si rivelò un'inattesa "fortuna" per Harley. L'8 marzo 1711, durante un interrogatorio di fronte al Consiglio Privato, Antoine de Guiscard (1658–1711), un francese rifugiato, ex abate di La Bourlie, lo pugnalò al petto con un temperino: per un uomo in buona salute la ferita non sarebbe stata seria, ma il ministro era stato malato e la sua situazione pareva critica. La gioia della nazione al suo recupero non conobbe limiti.
Entrambe le Camere approvarono un appello alla corona in suo favore e, alla sua ricomparsa nella Camera dei Comuni, lo Speaker fece un'allocuzione di saluto che venne diffusa in tutto il paese sotto forma di manifesto. La risposta della regina fu conseguente e, il 23 maggio 1711, gli fu conferito il titolo di barone Harley di Wigmore, nella contea di Hereford, nonché, con il rango di pari di Gran Bretagna, quello di conte di Oxford e Mortimer; il 29 maggio fu nominato Lord tesoriere.
Nel 1714, tre giorni prima della morte della regina Anna, dopo aver mostrato qualche tentennamento nei confronti del partito giabobita, dovette rassegnare le dimissioni dal suo incarico e si ritirò nell'Herefordshire. Alcuni mesi più tardi, però, fu accusato di alto tradimento e rapidamente imprigionato nella Torre di Londra il 16 luglio 1715. Dopo un imprigionamento di quasi due anni, fu assolto formalmente da tutte le accuse che gli erano state mosse e fu reintegrato a pieno titolo nella sua dignità di pari britannico, ma dopo di ciò uscì di fatto dalla vita pubblica del paese e morì quasi inosservato a Londra il 21 maggio 1724.
Harley fu anche un grande collezionista di manoscritti del periodo dal Medioevo al Rinascimento. La sua collezione forma oggi la Harleeian Library, una delle più importanti sezioni della British Library. Allo studio dei manoscritti harleiani è dedicata la Harleian Society, società editrice inglese fondata nel 1869.